# سوق السنانية
سوق السنانيّة (السنانيّة)، دمشق - سوريا، سوق أثري يعود بناؤه إلى عهد الوالي العثماني سنان باشا سنة (999هـ - 1590م)

## أصل التسمية
تعود للوالي العثماني سنان باشا الذي أنشأ مجموعة عمرانية نسبت إليه، ومنها جامع السنانية والسوق.

## الموقع
يمتد من باب الجابية إلى أول سوق النحاتين قرب مقبرة باب الصغير في دمشق القديمة

## وصف السوق
يعد النموذج الأول لأسواق دمشق المغطاة، وكان يوجد في هذا السوق حوالي 18 قوساً مشيداً من الأحجار الصغيرة تم استبدالها في حقبة لاحقة بالحديد والتوتياء وفي عام 1916 تآكل هذا السقف ولم يبق منه سوى قسم صغير ويبلغ طول السوق نحو 105 متر ومازال يعمل فيه الصناعيون والتجار، ويحتوي على محال بيع الحبوب ومشاغل لصناعة الأدوات المنزلية من الخشب والقش.
والعديد من الصناع الذين حافظوا على صنعتهم التي توارثوها أباً عن جد كصناعة المكانس والغرابيل والمباخر والألبسة الشرقية وغيرها..
وحسب ما ذكر المؤرخون نشير إلى سوق الحمام الذي كان موجوداً في قهوة السوق، وكانت شخصية الحميماتي شخصية إشكالية غير محبوبة لكونه يكشف بيوت الجيران عند وقوفه فوق السطح لممارسة هوايته في تطيير الحمام، وفي السابق كانت شهادة الحميماتي غير مقبولة في المحاكم، لأنه يمارس الكذب على حميماتي آخر عند سرقته لأحد طيوره في الجو.

## معالم السوق
يطالعنا في منتصف السوق، فندق الإصلاح، وهو عبارة عن بيت عربي قديم تم تحويله إلى نزل صغير، يجاوره فرن صغير، وفي المقابل تنتشر حوانيت الشرقيات، والنحاسيات، والنراجيل ومستلزماتها، وبعد منتصف السوق، يطالعنا مصنع قديم قدم المكان لصناعة الحلاوة الدمشقية الشهيرة.
ولا يخلو المكان من البيوت الدمشقة القديمة، ومسجدين أثريين، هما مسجد العجمي، ومسجد الصابونية، تنتشر على الجانبين محلات دباغة الجلود، حيث تباع فراء الخرفان بعد تنظيفها في هذا السوق حصرياً.
إلى جانب المحلات آنفة الذكر تتناثر محلات لبيع الملابس الجاهزة هنا وهناك، وفي لقاء مع أحد المعمرين، المولود عام 1920م يقول:
«كان السوق يغص بالزوار أيام المواسم، وكان مركزاً لصناعة الأحذية التي تصدر إلى ريف دمشق وما وراءها. يتفرع طريق سوق السنانية في نهاية الغطاء المعدني، إلى زقاق البدوي يساراً، وإلى الطريق المؤدية إلى السويقة يميناً، وفي هذه الطريق تتناثر محلات الحفر على الرخام على كلا الجانبين، فالسوق بمجمله سوق دمشقي بامتياز، والعاملون فيه ينتمون إلى الأحياء المجاورة، حيث تتفاوت خانات ولادتهم بين الشاغور، والقنوات، وقبر عاتكة، والشريبيشات».

## العيش المشترك
أحتضن سوق السنانية، مجموعة متنوعة من شرائح المجتمع الدمشقي، عاشت معاً تجمع بينها المحبة والألفة، حيث امتلك اليهود محلات الشرقيات ومحلات الحفر على النحاس، التي كانت في السوق، كذلك امتلك المسيحيون محلات جاورت المسلمين واليهود، كان سوق السنانية بمثابة البيت الكبير، الذي يضم أفراد عائلة واحدة، كا ذكر أحد المستشرقين الذي كان في زيارة لهذا السوق، عندما دعاه أحدهم لضيافته على الطعام، فحضر في الوقت المحدد، وكم كانت دهشته عظيمة، عندما رأى على مائدة الطعام اليهودي، والنصراني، والمسلم.
يقول أحد سكان المنطقة: <<مقابل محلي هذا، كان هناك محل لتصنيع ولبيع النحاسيات، لصاحبه اليهودي "يوسف ناتان"، ولكن كان "أبراهيم زوكي" الأبرع والأشهر، في دمشق كلها، غادروا جميعاً دمشق في الثمانينيات، هناك كان دكان "بديع أبو عماد" من مسيحيي درعا، وفي الجوار، كان جاري وصديقي "إلياس ناصيف الشمشم"، كنا جميعاً نجتمع في رمضان على الفطور بحضور حاخام اليهود "هارون>>.

## روابط خارجية
- جريدة تشرين: سوق السنانية أول الأسواق المغطاة